# رجیون‌ایر
رجیون‌ایر (به انگلیسی: RegionAir) یک شرکت هواپیمایی است که در ۲۰۰۷ میلادی تأسیس شده‌است. دفتر مرکزی رجیون‌ایر در لیبرویل، گابن واقع شده‌است و قطب این شرکت هواپیمایی در فرودگاه بین‌المللی پورت-جنتیل قرار دارد و به ۳ مقصد، پرواز انجام می‌دهد.